# 加爾根貝格山 (維登迪恩巴赫)
48°46′16.4″N 16°30′27.1″E / 48.771222°N 16.507528°E

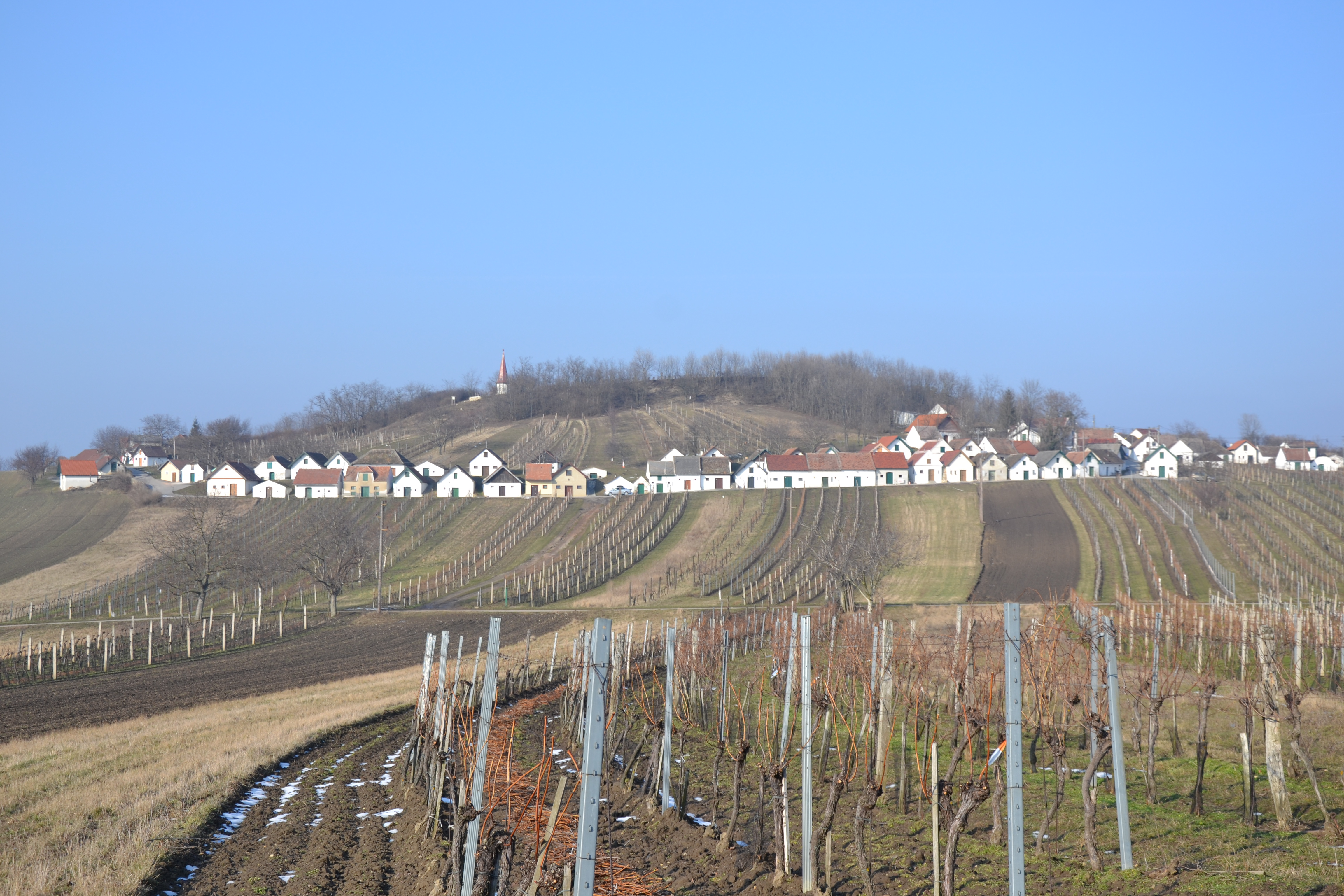

加爾根貝格山（德語：Galgenberg），是奧地利的山峰，位於該國東北部，由下奧地利州負責管轄，處於維登迪恩巴赫附近，海拔高度255米，每年平均降雨量813毫米。